# Angéline Cohendet
Angéline Cohendet (Lyon, 9 de marzo de 1992) es una deportista francesa que compitió en tiro con arco, en la modalidad de arco recurvo. Ganó dos medallas en el Campeonato Europeo de Tiro con Arco en Sala de 2017, plata por equipo y bronce en la prueba individual.

## Palmarés internacional
| Campeonato Europeo en Sala | Campeonato Europeo en Sala | Campeonato Europeo en Sala | Campeonato Europeo en Sala |
| Año                        | Lugar                      | Medalla                    | Prueba                     |
| -------------------------- | -------------------------- | -------------------------- | -------------------------- |
| 2017                       | Vittel (Francia)           | Medalla de plata           | Equipo                     |
| 2017                       | Vittel (Francia)           | Medalla de bronce          | Individual                 |